# مونتورنيس ديل فاليس (برشلونة)
بلدية مونتورنيس ديل باليس (بالكاتالانية: Montornès del Vallès) هي إحدى بلديات مقاطعة برشلونة، والتي تقع في منطقة كاتالونيا، شرق إسبانيا.
يبلغ عدد سكانها 14.723 نسمة وفقاً لإحصائية سنة (2007).